# CHC动作电影频道
CHC动作电影频道，是由电影频道节目中心（CCTV-6）开办的中国大陆首个以动作电影为主的数字付费电影频道，于2006年4月通过卫星传输在中国大陆范围内播出。该频道全天24小时不间断播出，每天连续播出14-15部动作影片，所有影片均配有简体中文字幕和普通话配音。2017年6月16日起，转为高清播出。

## 主题时段
- 重点影片：每天20:30首播
- 黄金外片：每周五至周日22:00播出
- 首播大片：每月首周日17:00播出